# Ben Heber
Ben Heber est un bobeur allemand, né le 4 avril 1992.

## Palmarès

### Championnats monde
- : médaillé d'or en bob à 4 aux championnats monde de 2015.

### Coupe du monde
- 10 podiums  : 
  - en bob à 4 : 4 victoires, 3 deuxièmes places et 3 troisièmes places.

#### Détails des victoires en Coupe du monde
| Édition   | Bob à 2 | Bob à 4                  |
| 2014-2015 |         | Lake Placid Königssee    |
| 2015-2016 |         | Lake Placid Saint-Moritz |